# طوطی‌های ارجمند
طوطی‌های ارجمند (نام علمی: Polytelis) نام یک سرده از تیره طوطیان است.